# Pseudoscops
Pseudoscops là một chi chim trong họ Strigidae.

## Các loài
- Pseudoscops grammicus: Cú mèo Jamaica
- Pseudoscops clamator: Cú lửa sọc (đôi khi được xếp vào chi Ásio)